# Cotignola
Cotignola é uma comuna italiana da região da Emília-Romanha, província de Ravena, com cerca de 6.877 habitantes. Estende-se por uma área de 34 km², tendo uma densidade populacional de 202 hab/km². Faz fronteira com Bagnacavallo, Bagnara di Romagna, Faenza, Lugo, Solarolo.

## Demografia
| Variação demográfica do município entre 1861 e 2011                               |
|                                                                                   |
| Fonte: Istituto Nazionale di Statistica (ISTAT) - Elaboração gráfica da Wikipedia |